# Flashes Before Your Eyes (Lost)
Flashes Before Your Eyes este un episod al serialului de televiziune Lost, sezonul 3.